# Centromerus unicolor
Centromerus unicolor är en spindelart som beskrevs av Roewer 1959. Centromerus unicolor ingår i släktet Centromerus och familjen täckvävarspindlar.
Artens utbredningsområde är Turkiet. Inga underarter finns listade i Catalogue of Life.